# Mama Cax
Mama Cax, właściwie Cacsmy Brutus (ur. 20 listopada 1989 w Nowym Jorku, zm. 19 grudnia 2019 w Londynie) – amerykanka pochodzenia haitańskiego, modelka, działaczka na rzecz praw osób niepełnosprawnych. Ze swoją protezą prawej nogi Cax była niekonwencjonalną postacią we współczesnym modelingu.

## Życiorys
Mama Cax urodziła się w 1989 na Brooklynie, gdzie dorastała z czterema siostrami. Kiedy miała 14 lat, zdiagnozowano u niej kostniakomięsaka i raka płuc. Operacja stawu biodrowego zakończyła się niepowodzeniem i amputacją prawej nogi. Cax wstydziła się swojego wyglądu po amputacji. Przez lata próbowała ukryć brakującą nogę workowatymi spodniami lub sukienkami, starała się znaleźć protezę pasującą do jej koloru skóry i walczyła z depresją. Odzyskanie pewności siebie zajęło jej kilka lat.
W 2013 Cax uzyskała tytuł licencjata i magistra stosunków międzynarodowych w City College of New York.

## Kariera
15 września 2016 Cax została zaproszona do Białego Domu na pierwszy w historii pokaz mody. W 2017 pojawiła się w swojej pierwszej reklamie komercyjnej i wkrótce podpisała kontrakt z agencją modelek „JAG Models” w Nowym Jorku. W 2018 znalazła się na okładce „Teen Vogue”. W 2019 brała udział w wiosennym i jesiennym Tygodniu Mody, w Nowym Jorku. W tym samym roku Cax została twarzą marki „Olay”, w kampanii marketingowej z filtrami przeciwsłonecznymi. W październiku 2019 Cax ogłosiła, że będzie uczestniczyć w 
maratonie nowojorskim na wózku inwalidzkim.
Występowała między innymi na pokazach dla marki „Chromat” i „Fenty Beauty” Rihanny. Pojawiła się w kampaniach reklamowych Tommy'ego Hilfigera i „Sephory”.

## Śmierć
Cax zmarła w wieku 30 lat. W poście na jej koncie, na Instagramie z 20 grudnia napisano, że spędziła ostatni tydzień w szpitalu. Nie podano szczegółów i przyczyny śmierci. Sama Cax napisała 13 grudnia 2019, że podczas pobytu w Londynie rozwinął się u niej silny ból brzucha. W jej nodze, udzie, brzuchu i w pobliżu płuc znaleziono liczne skrzepy krwi.

## Upamiętnienie
8 lutego 2023 Cax została uhonorowana Doodlem Google w ramach „Miesiąca Czarnej Historii”.